# Leachim
Leachim († vor 1151 in Venedig) war der Sohn des venezianischen Dogen Domenico Michiel, der ihn zusammen mit einem wohl nicht verwandten Domenico als Vizedoge von 1122 bis 1125 in Venedig vertrat. Dies war notwendig, da der Doge persönlich eine Flotte gegen Byzanz und ins Heilige Land führte. Der Name Leachim stellt ein Anagramm des väterlichen Namens dar. Leachim starb wohl vor 1151 und hinterließ zahlreiche Nachkommen.
Seine eigenhändige Unterschrift als „vice dux“ erscheint in einer Urkunde. Das Amt des Vizedogen wurde letztmals von einem Sohn Enrico Dandolos ausgefüllt. Bis ins frühe 17. Jahrhundert war Leachim weitgehend in Vergessenheit geraten, da er in der venezianischen Chronistik keinen Platz fand. Erst die Edition einer Urkunde des Klosters San Giorgio Maggiore änderte dies.

## Herkunft und Familie
Leachims Vater lässt sich nicht eindeutig Personennamen zuordnen, die in zeitgenössischen Dokumenten auftauchen. Daher ist seine Herkunft nicht eindeutig zu klären, mithin auch nicht die Leachims. Domenico Michiel war möglicherweise Sohn jenes Giovanni, der im Jahr 1100 die große Flotte kommandierte, die ins Heilige Land fuhr, und Neffe des Dogen Vitale Michiel. In einem Notariatsakt von 1104 erscheint allerdings auch ein Domenico Michiel, Sohn des Pietro, der ein Bewohner der venezianischen Gemeinde San Cassan war. In einigen Dokumenten der Jahre 1151 und 1160 erscheint ein Leachim, Sohn des Michiel, und auch dieser war Bewohner von San Cassan. Die übereinstimmende Gemeinde macht eine Identifikation jenes Domenico Michiel von 1104 mit dem gleichnamigen Dogen plausibel. Dann wäre der spätere Vizedoge Leachim allerdings ein Enkel des besagten Pietro und nicht des Giovanni, Sohn des Vitale.
Unter den Zeitgenossen finden sich zwei weitere Männer, nämlich ein Vizedoge, der mit Leachim Venedig von 1122 bis 1125 regierte, während der Doge Domenico Michiel abwesend war, sowie ein iudex, der 1125 erscheint, zusammen mit besagtem Michiel und ein anderer Michiel, Giovanni, auch dieser iudex und Unterzeichner einer Urkunde in der das Kloster Ss. Trinità di Brondolo die Rechte der Söhne des iudex Andrea Michiel anerkennt, unter denen sich wiederum ein anderer Domenico Michiel befand. Dabei handelte es sich um Eigentum, das dem Kloster nach dem Tod des Vaters zurückgegeben wurde. So ist es nicht möglich mit Sicherheit zu belegen, welchem ramo oder Zweig der großen Michielfamilie der Doge angehörte. Die Namensvettern lassen sich nicht mit Sicherheit mit dem Dogen identifizieren.
Seine Frau Victa, deren Existenz nur durch die Chronik Andrea Dandolos belegt ist, also erst Mitte des 14. Jahrhunderts, brachte eine gemeinsame Tochter namens Adelasa zur Welt, die den Nachfolger Michiels auf dem Dogenstuhl heiratete. Als weiteres gemeinsames Kind gebar sie den Sohn Leachim.

## Kriege des Vaters gegen Byzanz und im Heiligen Land, Vizedoge (1122–1125)
Im Jahr 1120 erreichten Gesandte des Patriarchen von Jerusalem und König Balduins II. neben anderen christlichen Hauptstädten auch Venedig. Sie suchten dort um Unterstützung nach, denn im Jahr zuvor war die Armee des Fürstentums Antiochia in der Schlacht auf dem Blutfeld durch die Armee des Emirs von Aleppo, Ilghazi, vernichtet worden. Auch war Michiel durch einen Brief Papst Calixtus' II. dringend zur Hilfe aufgefordert worden.
Doch zunächst wollte der Doge das Verhältnis zum byzantinischen Kaiser klären. Kaiser Alexios I. hatte in seinen letzten Jahren das Reich auch für die Konkurrenten aus Pisa und Genua geöffnet, und das Verhältnis zu den Kreuzfahrerstaaten war gespannt. Nach dem Tod des Kaisers hatte sich der Doge 1118 an dessen Nachfolger Johannes II. gewandt, um das große Privileg (Chrysobullon) von 1082 erneuern zu lassen. Doch der Kaiser lehnte dessen Erneuerung ab, woraufhin der Doge alle venezianischen Händler anwies, nach Venedig zurückzukehren.

Die Kreuzfahrerstaaten um 1135

Im August 1122 stach eine Flotte von 100 Schiffen, 15.000 Mann stark, und unter persönlicher Führung des Dogen, in See. Sie griff das byzantinische Korfu an, doch der Hauptort widerstand der Belagerung. Als im Frühjahr die Nachricht von der Gefangennahme Balduins II. die Venezianer erreichte, brachen sie die Belagerung ab und fuhren ostwärts. Am 30. Mai 1123 besiegten sie vor Askalon eine Flotte des ägyptischen Sultans und, nach Wilhelm von Tyros, entschied das Heer, Tyros anzugreifen. In Jerusalem kam es zum Abschluss des Pactum Warmundi. Dieses Pactum sah vor, dass Venedig in jeder Stadt des Königreichs Jerusalem ein eigenes Quartier erhalten sollte. Hinzu kam weitgehende Abgabenfreiheit, die Erlaubnis die dortigen Maße und Gewichte zu benutzen sowie die rechtliche Aufsicht über seine Bürger. Letzteres sollte auch für die Fälle gelten, in denen es zum Streit mit Nichtvenezianern kam. Damit waren die Venezianer der königlichen Gerichtsbarkeit entzogen. Entsprechende Privilegien sollten auch für das Fürstentum Antiochia gelten. Außerdem sollte Venedig jeweils ein Drittel der noch zu erobernden Städte Tyros und Askalon erhalten sowie von deren Territorien. Nachdem König Balduin am 2. Mai 1125 aus der Gefangenschaft befreit worden war, bestätigte er diese weit reichenden Privilegien. Tyros ergab sich nach vier Monaten Belagerung. Angeblich war die Begeisterung so groß – dies behauptet jedenfalls die Historia ducum Venetorum aus dem 13. Jahrhundert –, dass man dem Dogen die Krone des Königreichs Jerusalem anbot. Nach diesen umfassenden Erfolgen fuhr die Flotte heimwärts.
Die Flotte näherte sich auf der Rückfahrt Rhodos, dessen Hauptstadt belagert wurde, dann wurden Inseln der Ägäis geplündert. In Dalmatien hatten die Ungarn die Städte unterworfen, doch nun erzwang der Doge die Herausgabe von Traù und Spalato. Die Venezianer siegten zudem bei Belgrado. Im Juni 1125 kehrte die Flotte nach fast drei Jahren nach Venedig zurück. Erst 1126 teilte der Kaiser dem Dogen mit, er sei bereit, die Verträge wiederherzustellen. Über die Jahre nach diesen Erfolgen erfahren wir wenig. Zwischen Ende 1129 und Anfang 1130 trat Domenico Michiel von seinem Amt ab und zog sich ins Kloster San Giorgio Maggiore zurück. Dort starb er und wurde auch beigesetzt.
Der Vizedoge Leachim unterschrieb eigenhändig eine Urkunde mit „Ego Leachim Michael vice dux manu mea subscripsi“. Warum er seinem Vater nicht im Amt folgte, sondern sein Schwager, ist unklar.

## Rezeption

### Bis gegen Ende der Republik Venedig
Genauso wie Andrea Dandolo in seiner Mitte des 14. Jahrhunderts entstandenen und bald für die Historiographie Venedigs maßgeblich gewordenen Chronica per extensum descripta den Dogensohn Leachim mit keinem Wort erwähnt, so schweigt auch die Cronica di Venexia detta di Enrico Dandolo aus dem späten 14. Jahrhundert, die älteste volkssprachliche Chronik Venedigs. Auch Pietro Marcello nennt ihn 1502 in seinem später ins Volgare unter dem Titel Vite de’prencipi di Vinegia übersetzten Werk, „Domenico Michiele Doge XXXIIII.“ im Abschnitt über seinen Vater ebenso wenig. Dies hängt mit der starken Abhängigkeit der venezianischen Geschichtsschreibung vom Werk des Dogen Andrea Dandolo zusammen.
Nach der Chronik des Gian Giacomo Caroldo, die er 1532 abschloss, fragten die Venezianer den Dogen um seine Meinung, und die „general concione“ wählte nach seinem Vorschlag Pietro Polani zu seinem Nachfolger, nicht seinen Sohn.

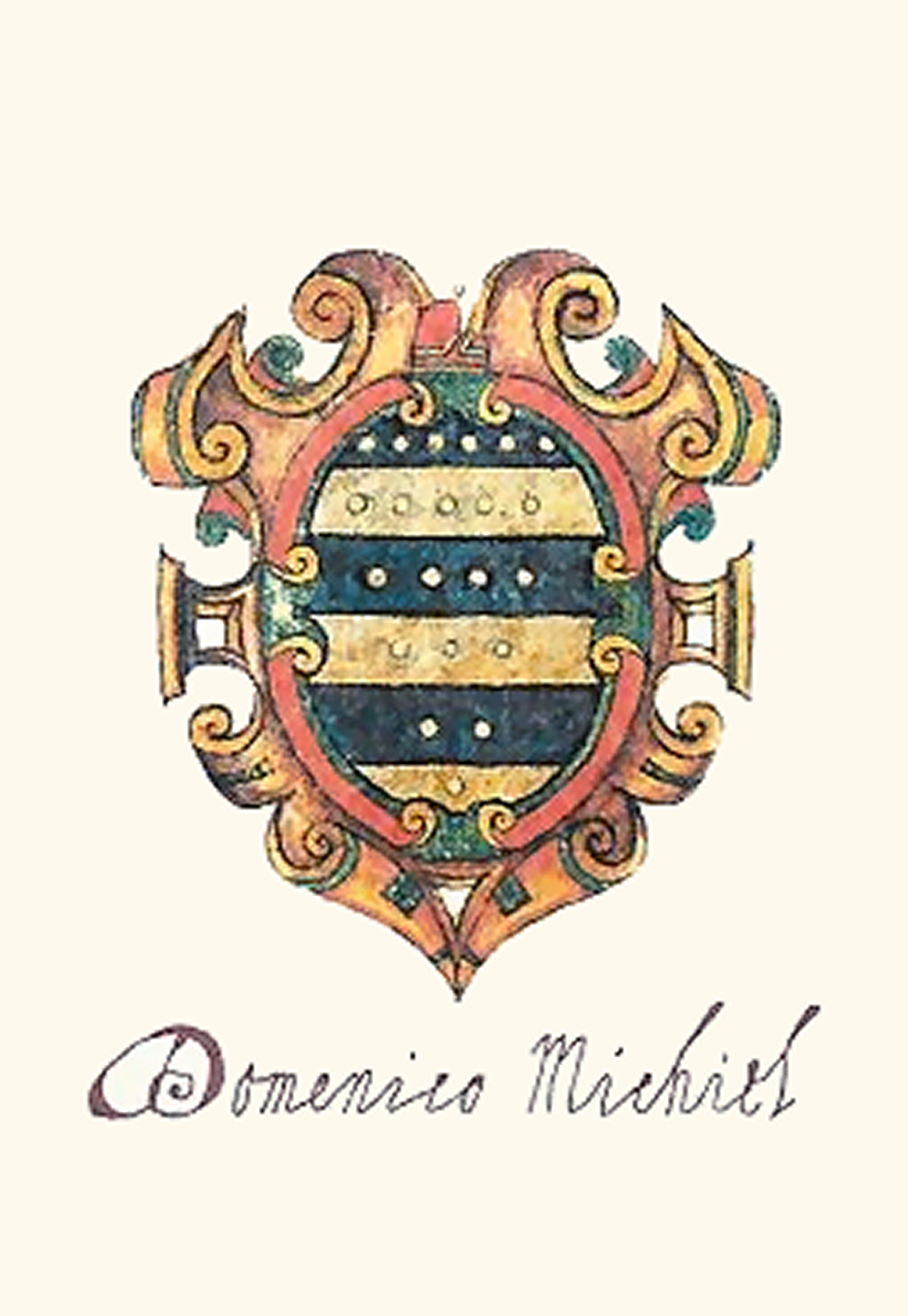
Wappen des „Domenico Michiel“ nach Vorstellungen des frühen 17. Jahrhunderts. Die Heraldik setzte erst im 3. Viertel des 12. Jahrhunderts ein, später wurden rückblickend auch Wappen an die frühen Dogen vergeben, die nie ein solches Wappen geführt hatten („fanta-araldica“); dies diente dazu, die Familien dieser Epoche mit möglichst frühen Dogen in ein verwandtschaftliches Verhältnis zu setzen. Heinrich Kellner erwähnt die Anekdote, die zur Aufnahme der im Wappen sichtbaren Münzen führte: „als im auff den Schiffen Gelt mangeln wolt“, „ließ er aus Läder Müntz machen/bezalt seine Leut damit/an Golt und Silbers statt“.

Der Frankfurter Jurist und Richter Heinrich Kellner beschreibt in seiner 1574 erschienenen Chronica das ist Warhaffte eigentliche vnd kurtze Beschreibung, aller Hertzogen zu Venedig Leben, zwar die Taten des „Dominicus Michiel“, der 1120 „Hertzog worden“. Doch von einem Vizedogen (oder gar von zweien) berichtet auch er nicht. Da Kellner stark von Marcellus abhängt, überrascht dies allerdings nicht.
In der Übersetzung von Alessandro Maria Vianolis Historia Veneta, die 1686 in Nürnberg unter dem Titel Der Venetianischen Hertzogen Leben / Regierung, und Absterben / Von dem Ersten Paulutio Anafesto an / biss auf den itzt-regierenden Marcum Antonium Justiniani erschien, glaubt der Autor, „keine Feder / so klug und wohl geschnitten dieselbe auch seyn mag / seinen unvergleichlichen hohen Verstand und heldenmüthige Verrichtungen wird genugsam rühmen und beschreiben können.“ Auch die ledernen Münzen, „welche er Michelotti genennet“, erwähnt der Autor, ebenso wie die Übernahme der Münzen in das „Wappen“ der Falier, zudem, dass ihm 1129 „Petrus Polanus“ im Amt folgte. Doch weder die Aufrechterhaltung der Michiel-Vorherrschaft in der Abwesenheit des Dogen, noch die Frage der Goldbeschaffung für den Tausch gegen die Ledermünzen erwähnt er, noch beantwortet er die Frage, warum der Schwiegersohn zum Nachfolger wurde, nicht sein Sohn.

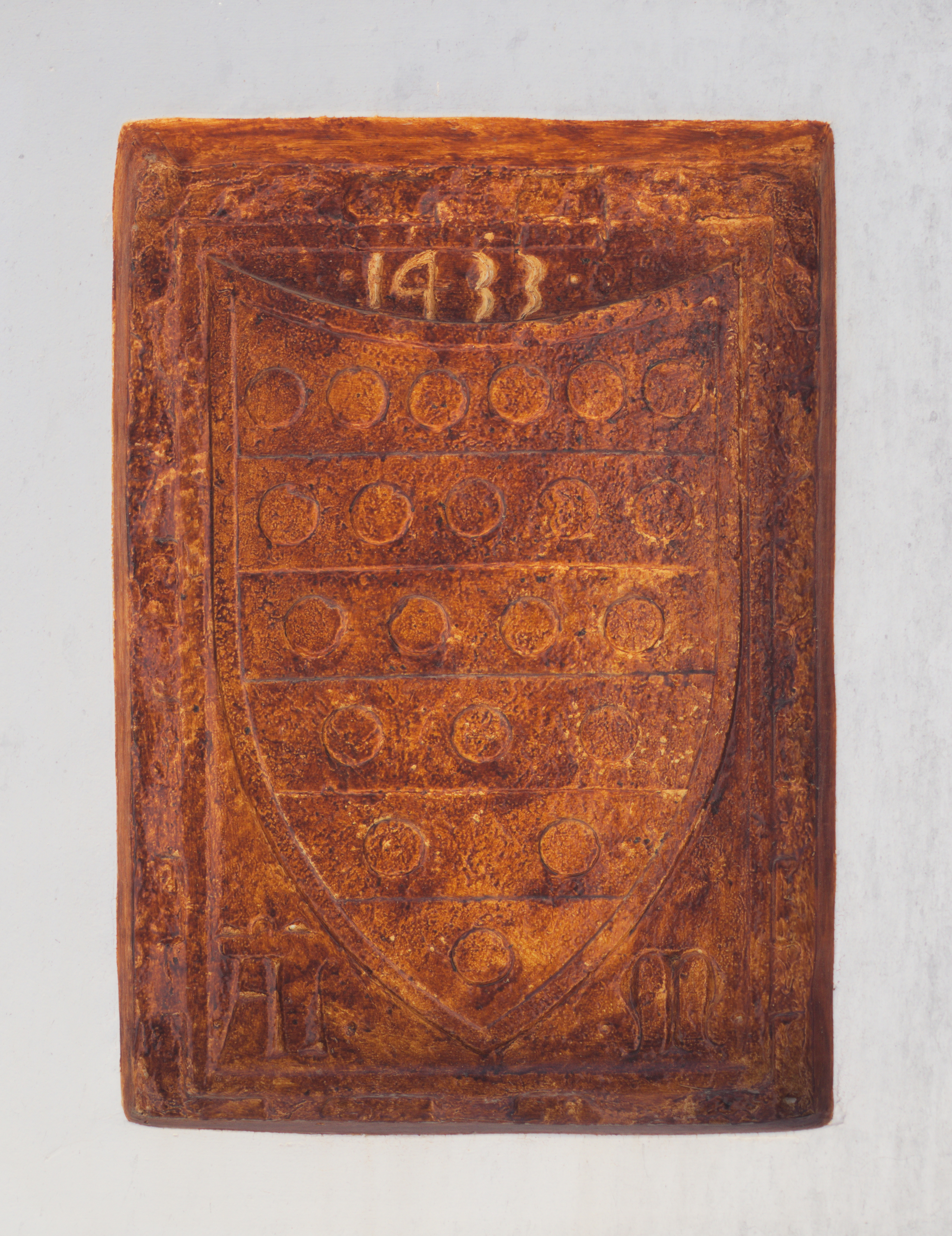
Wappen der Michiel an der Burg von Serifos, erbaut 1433, fotografiert 2016. Es zeigt die „Münzen“, die Doge Michiel ausgeben ließ.

### Historisch-kritische Darstellungen
Johann Friedrich LeBret veröffentlichte 1769 bis 1777 seine vierbändige Staatsgeschichte der Republik Venedig, worin er im 1769 erschienenen ersten Band konstatiert, der Doge „Dominicus Michieli“ habe zum Zeitpunkt seiner Wahl „bereits in einem ziemlichen Alter“ gestanden. Dann schildert LeBret ausführlich die Kämpfe im Heiligen Land. Der Doge „ließ … Geld von Leder schlagen, und versprach den Soldaten, ihnen den wahren Werth dieses Geldes in Venedig in gutem Silber erstatten zu lassen“. „Dieser erfinderische Geist machte sich bey seinem Vaterlande so beliebt, daß das michielische Haus, welches in gerader Linie von ihm abstammet, noch jetzo diese Münzen im Wapen führet.“
Emmanuele Antonio Cicogna, der die Archivbestände überaus gut kannte, weist im 1834 erschienenen vierten Band seines Riesenwerkes Delle Inscrizioni Veneziane, in dem er eine gewaltige Anzahl an venezianischen Inschriften aufführt und einordnet, darauf hin, dass es für den Dogensohn eine Reihe von Namensvarianten gab, die vielfach Anlass zur Verwechslung gaben. So waren vor ihm Luchino, Ioachino, Leaco und dessen Verkleinerungsform Leachino, aber auch Eleaco gängig. Der zeitgenössische und somit richtige Name sei aus einer Urkunde hervorgegangen, in der der Vizedoge eigenhändig unterzeichnet habe, und zwar als Leahino. Dort erscheinen ein Pietro und ein Marcello als Söhne des Vizedogen. Viele dieser Entdeckungen gingen auf Fortunato Olmo zurück, so Cicogna, der ab 1619 eine Geschichte des Klosters San Giorgio Maggiore verfasst hatte. Diesem waren noch Bestände bekannt gewesen, die heute als verloren gelten.
In seinem Il Palazzo ducale di Venezia von 1861 glaubt Francesco Zanotto, Venedig sei von Naturkatastrophen, Epidemien und Hunger, dann dem Stadtbrand von 1120 getroffen worden. Nach ihm fuhr der Doge ‚mit allgemeiner Zustimmung der Nation‘. Detailreich schildert der Autor den Kriegszug. Einerseits räumt Zanotto ein, dass man nicht verschweigen könne, dass es so große Unterschiede zwischen den Geschichtsschreibern gebe, dass man, um aus diesem Labyrinth zu finden, den Faden der Ariadne bräuchte, andererseits hatte er manchen Forschungsfortschritt nicht wahrgenommen.
Anders Heinrich Kretschmayr 1905 im ersten Band seiner dreibändigen Geschichte von Venedig. Im Zusammenhang mit dem Krieg in der Levante bringt Kretschmayr den neuen Gedanken ein, dass der Doge den Ehrgeiz gehabt haben könnte, die vor über hundert Jahren durchgesetzte Absage an eine Erbmonarchie wieder zu revidieren. Zwar bestimmte der Doge nicht seinen Sohn zum Nachfolger, sondern seinen Schwiegersohn, aber der Doge sei wohl derlei Gedanken im fortgeschrittenen Alter zugänglich gewesen. So führte der Doge die Flotte selbst, während seine Söhne „Leachino“ und Domenico als „Vizedogen“ – Kretschmayr selbst setzt das Wort in Anführungszeichen – zurückblieben (S. 225). Zugleich hält er Domenico für einen zweiten Sohn des Dogen. „Glorreicher Sieger auf drei Kriegsschauplätzen kam Domenico Michiele im Juni 1125 nach Venedig zurück, fortab eine grosse Gestalt in der vaterländischen Geschichte.“ Des Dogen hohe Stellung, vielleicht auch persönliche Bemühungen, hätten bewirkt, dass der Dogat der Familie in weiblicher Linie erhalten geblieben sei, denn sein Schwiegersohn Pietro Polani wurde sein Nachfolger. In einer Anmerkung sieht Kretschmayr in der Stellvertretung durch die Söhne, ähnlich wie bei Enrico Dandolo, nichts ungewöhnliches, auch wenn andere Autoren behaupteten, dessen Vertretung durch seinen Sohn „Renier Dandolo“ sei „wider alles Herkommen“ gewesen (S. 492). Hier verweist der Autor somit auf eine Kontinuitätslinie, die zwar langfristig ohne Wirkung blieb, die jedoch das Potenzial besaß, das althergebrachte Streben nach einer erblichen Herrschaft, mithin der Einrichtung einer Dogendynastie wieder zu beleben.

### Geschichtsschreibung
- Luigi Andrea Berto (Hrsg.) Historia ducum Venetorum (Testi storici veneziani: XI–XIII secolo), Padua 1999, S. 4 f., 8–11.
- Roberto Cessi, Fanny Bennato (Hrsg.): Venetiarum historia vulgo Petro Iustiniano Iustiniani filio adiudicata, Venedig 1964, S. 2, 73, 92, 101–108, 256.

### Urkunden, Ratsbeschlüsse
- Luigi Lanfranchi (Hrsg.): S. Giorgio Maggiore, Bd. II, Venedig 1968, n. 145, S. 318–320.
- Roberto Cessi (Hrsg.): Acta Consilii sapientum, in: Deliberazioni del Maggior Consiglio di Venezia, Bd. I, Bologna 1950, n. VII, IX, S. 242, 244.
- Marco Pozza (Hrsg.): Gli atti originali della Cancelleria veneziana, Bd. I: 1090–1198, Il Cardo, Venedig 1994, n. 7, S. 53.